# Cesano Maderno
Cesano Maderno là một thị xã và đô có dân số khoảng 35.000 cư dân trong tỉnh Monza và Brianza, Lombardia, miền bắc Italia. Các thị trấn giáp ranh gồm thị trấn Seveso ở miền Bắc, ở miền Nam với Bovisio-Masciago, ở phía Đông giáp với Desio và Seregno, và ở phía tây với Ceriano Laghetto và Cogliate. Nó nhận được danh hiệu danh dự thành phố với một sắc lệnh tổng thống vào ngày 11 Tháng 10 năm 1999.